# Danny Doyle
Daniel Doyle (28. april 1940, Dublin – 6. august 2019) var en irsk folkemusiker. I 1960'erne og 1970'erne var han en af de fremmeste irske folkmusikere, og havde jævnligt hits på de irske hitlister, og formåede at få tre numre på førstepladsen. Han indspillede 25 albums, og er kendt for sine versioner af sangene "Whiskey on a Sunday", "A Daisy a Day" og "The Rare Auld Times".

## Diskografi

### Albums
- The Gatecrashers (1967)[3]
- Expressions of Danny Doyle (1967)[4]
- A Portrait of Danny Doyle (1969)[4]
- The Hits of Danny Doyle[4]
- Danny Doyle (LP)[4]
- Danny Doyle Vol:2 (1975)[5]
- A Very Special Love Song[4]
- Born a Ramblin' Man (1976)[4]
- Whiskey on a Sunday (1976)[6]
- The West's Awake(1976)[4]
- Harry Nilsson's the Point (1977)[7]
- Presenting Danny Doyle (1977)[4]
- Grand Old Irish Opry (1978)[4]
- Raised on Songs and Stories (1980)[4]
- The Highwayman (1981)[4]
- Twenty Years A-Growing (1987)[4]
- Dublin Me Darlin' (1990)[4]
- Folk Masters Ensemble (1994)[8]
- Under a Connemara Moon (1995)[4]
- Spirit of the Gael (2002)[9]
- Emigrant Eyes[4]
- Step It Out[1]
- Classic Collection[10]
- St. Brendan's Fair Isle[11]
- The Wearing of the Green[12]

### Udvalgte singler
- "Step It Out Mary" / "Pretty Saro" (IE #4) December, 1966[13]
- "Irish Soldier Laddie" / "Morning Train" (IE #7) April, 1967[13]
- "Step It Out Mary" / "Sam Hall" / "Early Morning Rain" / "Red Haired Mary" EP, May 1967[13]
- "Whiskey on a Sunday" / "Reason To Believe" (IE #1) September 1967[13]
- "The Mucky Kid" / "Gone Away" (IE #17) March, 1968[13]
- "Johnny" / "Leaving on a Jet Plane" October, 1968[13]
- "The Long and Winding Road" June 1970[13]
- "Take Me Home Country Roads" August 1971[13]
- "The Green Hills of Kerry"[14]
- "A Daisy a Day" / "Far Away in Australia" (IE #1) May, 1973[13]
- "Thanks for the Memories" / "Kentucky Moonshine" (IE #2) January, 1974[13]
- "A Very Special Love Song" / "Morning Bells Will Chime" (IE #11) July, 1974[4][13]
- "Jesus Is My Kind of People" / "Penny Annie" February, 1975[13]
- "Somewhere, Somebody's Waits" (IE #5) September, 1976[13]
- "The Rare Auld Times" (IE #1) January, 1978[13]
- "Old Dublin Town" / "Bells of the Morning" 1978[13]
- "The Rare Auld Times" / "Old Dublin Town" (re-release) (IE #14) 1979[15][12]